# Rhinella altiperuviana
Rhinella altiperuviana es una especie del género de anfibios bufónidos Rhinella, denominados comúnmente sapos al igual que otros bufónidos. Este anuro, de tamaño mediano-grande y hábitos terrestres, habita en quebradas áridas y semiáridas en altiplanos del centro-oeste de Sudamérica. 

## Taxonomía
Descripción original
Este taxón fue descrito en el año 1961, originalmente como una subespecie de la especie Rhinella spinulosa (Wiegmann, 1834), por el zoólogo argentino —con especialización en herpetología— José María Alfonso Félix Gallardo, con el nombre científico de Bufo spinulosus altiperuvianus.
Localidad tipo
La localidad tipo referida es: “Challapata, departamento de Oruro, Bolivia”. Dicha localidad se encuentra a una altitud de 3700 m s. n. m..
Holotipo
El ejemplar holotipo designado es el catalogado como: AMNH 14418; se trata de una hembra adulta, la cual midió 80 mm de longitud (sumando la de la cabeza más la del cuerpo). Se encuentra depositada en la colección de herpetología del Museo Americano de Historia Natural (AMNH), ubicado en la ciudad de Nueva York, Estados Unidos.
Paratipos
En la descripción se incluyó un paratipo, el que fue catalogado como: AMNH 14417; se trata de una hembra adulta, la cual midió 82 mm de longitud de la cabeza más el cuerpo, siendo su localidad de colecta: “El Choro, provincia de Cercado, departamento Oruro, Bolivia”. Este ejemplar fue depositado en la misma institución que el ejemplar tipo.
Etimología
Etimológicamente, el término genérico Rhinella significa 'nariz pequeña'; se construye con las palabras: rhino- (ῥῑνο-), la forma combinada del griego antiguo rhis (ῥίς) que significa ‘nariz’ y el sufijo diminutivo en latín -ella.
El epíteto específico altiperuviana es un topónimo que refiere al nombre con el cual durante el periodo colonial se conocía al país del cual procede el ejemplar tipo: el Alto Perú (hoy Bolivia).

### Historia taxonómica y relaciones filogenéticas
Tradicionalmente fue tratada con la misma categoría taxonómica subespecífica con la cual fue descrita, hasta que en el año 2020 fue elevada al nivel de especie plena, como resultado de las evidencias obtenidas mediante análisis filogenéticos. Dentro de Rhinella, este anfibio se incluye en el “grupo de especies Rhinella spinulosa”.

## Características
Rhinella altiperuviana es similar a R. spinulosa sensu stricto, de la que se distingue por tener la cabeza muy corta y ancha, no tan distinta del cuerpo; la región loreal inclinada más lateralmente; tímpano más grande; parótidas más grandes y más redondeadas. La cabeza más el cuerpo poseen 82 mm de longitud.

## Distribución y hábitat
Este anfibio se distribuye en regiones altiplánicas del sudoeste de Bolivia, en los departamentos de Oruro y Potosí, así como también en el noroeste de la Argentina, en la provincia de Jujuy, con colectas en el río Grande, Chucalezna, quebrada de Humahuaca (departamento de Humahuaca) y en el salar de Olaroz, Susques (departamento de Susques). Es característica de estepas arbustivas semiáridas en quebradas prepuneñas y puneñas, a altitudes superiores a los 3000 m s. n. m..